# Mark Warner (politico statunitense)
Mark Robert Warner (Indianapolis, 15 dicembre 1954) è un politico statunitense, senatore senior per lo stato della Virginia dal 2009 e precedentemente governatore dello stesso stato dal 2002 al 2006. Warner è membro del Partito Democratico e si configura come un centrista moderato, e al Senato Warner è presidente del Senate Democratic Caucus.
Alla fine del suo mandato governatoriale i sondaggi gli attribuivano un tasso d'approvazione intorno al 75%, indicandolo come il governatore più popolare da una generazione.
Nel 2006, Warner avrebbe dovuto perseguire la nomination democratica alle elezioni presidenziali statunitensi del 2008, ma nell'ottobre 2006 ha annunciato che non si sarebbe candidato, citando il desiderio di non interrompere la sua vita familiare. Warner, democratico moderato, era considerato un potenziale candidato alla vicepresidenza fino a quando non ha vinto la nomination democratica per il Senato degli Stati Uniti. In corsa contro il suo predecessore governatore, Jim Gilmore, Warner ha vinto la sua prima elezione al Senato nel 2008 con il 65% dei voti. È stato rieletto nel 2014, sconfiggendo di poco Ed Gillespie, e nel 2020 battendo il candidato repubblicano Daniel Gade di dodici punti percentuali.
Oltre alla politica, Warner è anche noto per il suo coinvolgimento nel capitale di rischio legato alle telecomunicazioni negli anni '80; ha fondato la società Columbia Capital.
Con un patrimonio netto di 214,1 milioni di dollari, Warner è il secondo membro più ricco del Congresso.

## Biografia
Warner è nato a Indianapolis, Indiana, figlio di Marjorie (nata Johnston) e Robert F. Warner. Ha una sorella minore, Lisa. È cresciuto nell'Illinois e successivamente a Vernon, nel Connecticut, dove si è diplomato alla Rockville High School, una scuola secondaria pubblica. Warner si è laureato alla George Washington University (GWU) in scienze politiche nel 1977. Warner è stato il primo della sua famiglia a diplomarsi al college.
Mentre era alla GWU, ha lavorato a Capitol Hill per pagare le tasse scolastiche, andando in bicicletta la mattina presto fino all'ufficio degli Stati Uniti del senatore Abraham Ribicoff (D - CT ). Nel suo secondo anno, Warner si è preso una pausa dalla scuola per lavorare come coordinatore dei giovani per l'offerta governativa di successo di Ella Grasso nel Connecticut. Al ritorno a Washington, Warner accettò un lavoro part-time nell'ufficio dell'allora rappresentante Chris Dodd. Poi è stato manager della campagna senatoriale di Dodd durante il suo primo anno di facoltà di giurisprudenza. Quando i suoi genitori gli fecero visita al college, ottenne due biglietti per un tour della Casa Bianca; quando suo padre gli ha chiesto perché non avesse un biglietto per se stesso, ha risposto: "Vedrò la Casa Bianca quando sarò presidente".
Warner si è poi laureato alla Harvard Law School in giurisprudenza nel 1980 e ha allenato la prima squadra di basket femminile intramurale della scuola di legge. Warner ha poi accettato un lavoro per raccogliere fondi per il Partito Democratico con sede ad Atlanta dal 1980 al 1982. Warner non ha mai praticato legge.
Warner ha tentato di fondare due attività senza successo prima di diventare un appaltatore generale per aziende e investitori di telefonia mobile. In qualità di fondatore e amministratore delegato di Columbia Capital, una società di venture capital, ha contribuito a fondare o è stato uno dei primi investitori in numerose società tecnologiche, tra cui Nextel. Ha co-fondato Capital Cellular Corporation e ha costruito un patrimonio netto stimato di oltre 200 milioni di dollari.

## Vita privata
Warner è sposato con Lisa Collis. Durante la loro luna di miele nel 1989 in Egitto e in Grecia, Warner non stette bene di salute; quando è tornato a casa, i medici hanno scoperto che aveva un'appendice acuta  Warner ha trascorso due mesi in ospedale per riprendersi.  Durante il mandato di suo marito come governatore, Collis è stata la prima first lady della Virginia a usare il suo cognome da nubile. Warner e Collis hanno tre figlie.
Warner si occupa di agricoltura e vinificazione nella sua fattoria di Rappahannock Bend. Lì coltiva 15 acri (61000 m²) di terreno per la Ingleside Vineyards; Ingleside imbottiglia un'etichetta del distributore che Warner offre alle aste di beneficenza.
Non è imparentato con John Warner, il suo predecessore al Senato.